# Chromodoris quadricolor

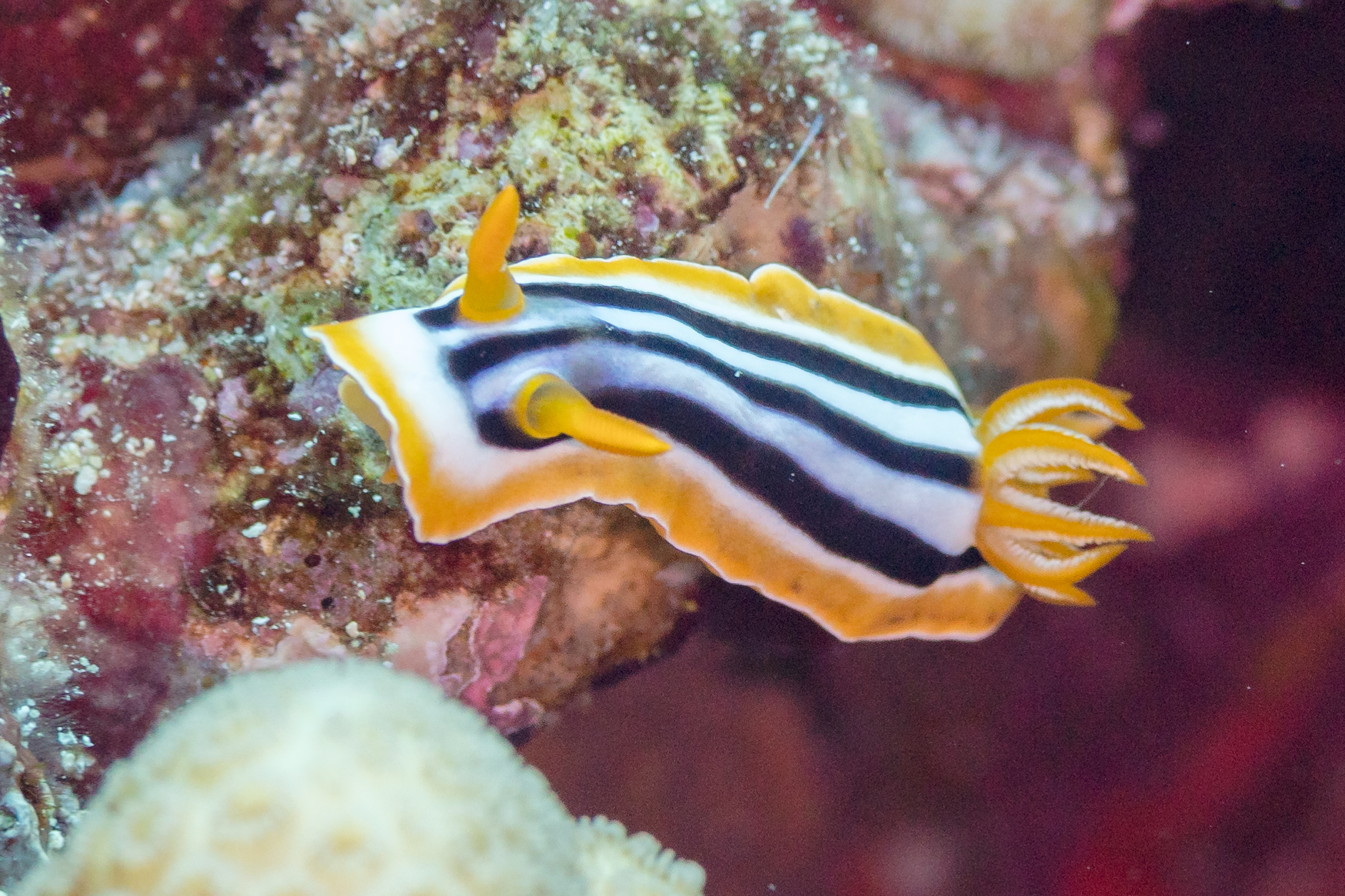
Vista frontal.

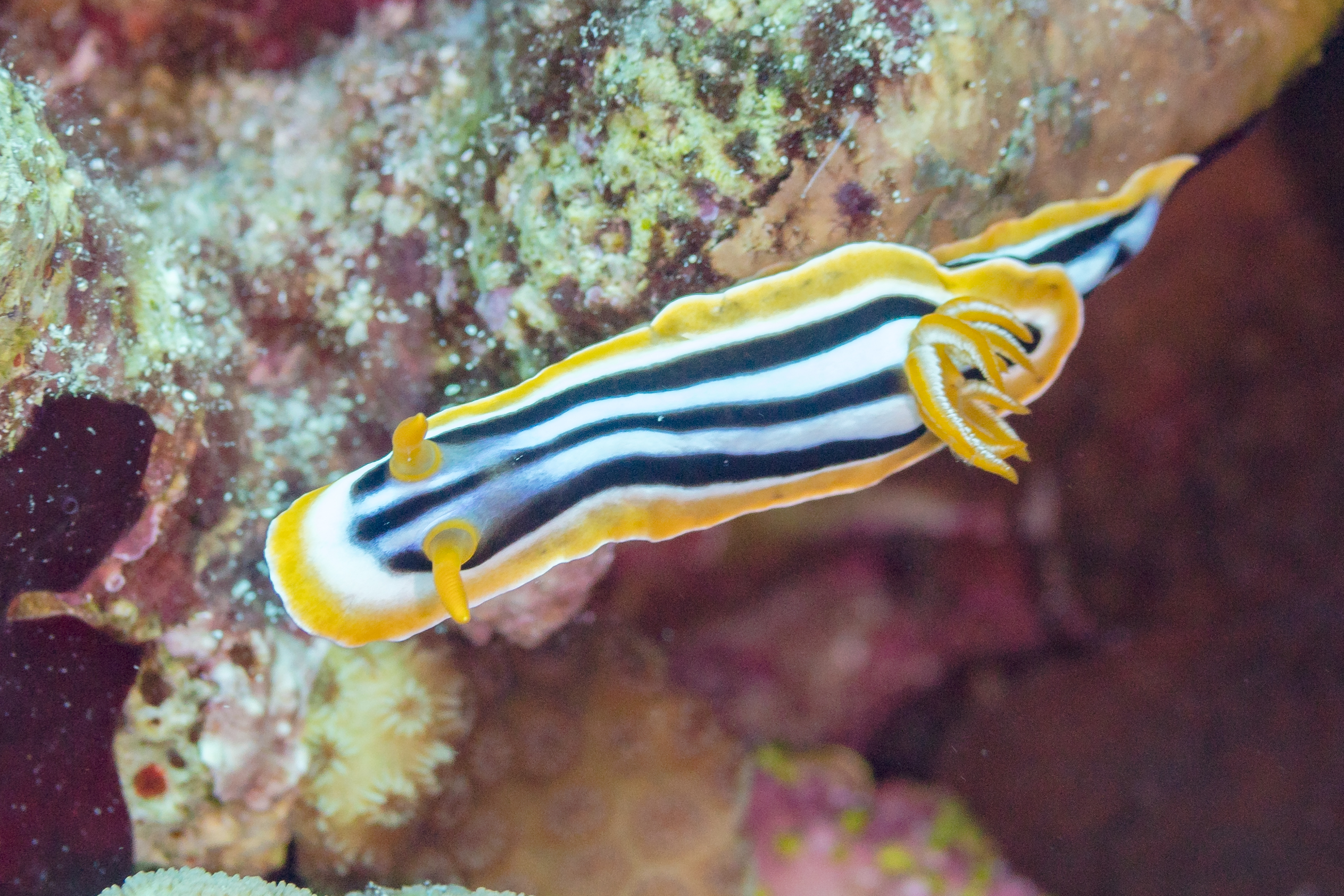
Vista superior.

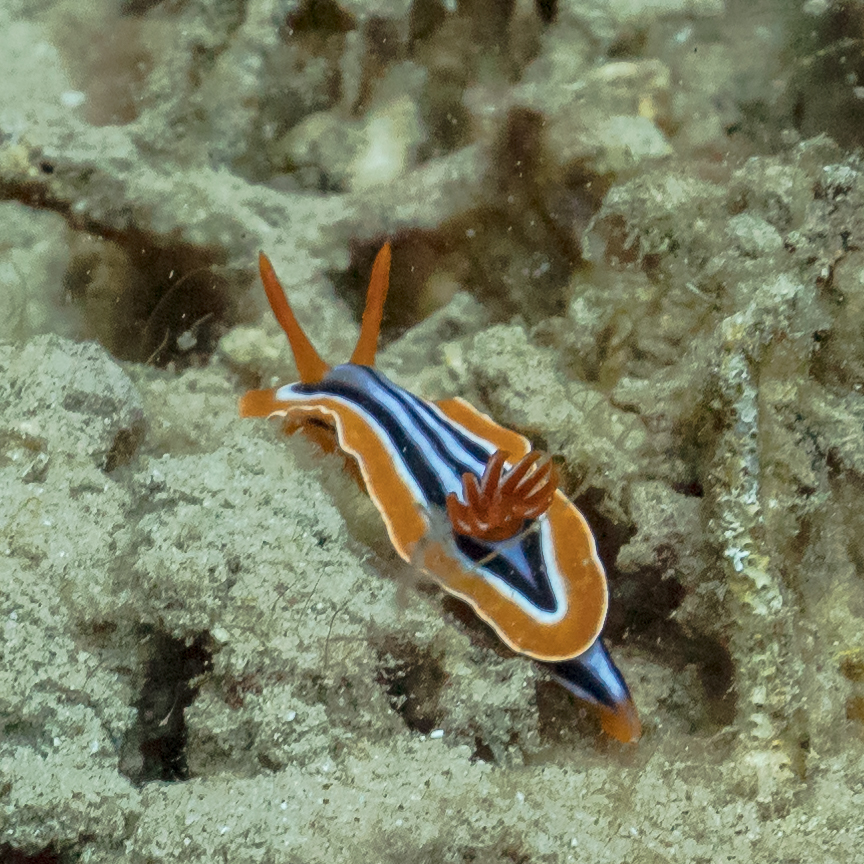
Vista trasera.

La babosa de mar de pijama (Chromodoris quadricolor) es una especie de molusco nudibranquio de la familia Chromodorididae.

## Morfología
El manto dorsal, de forma más o menos ovalada, es de color negro, con dos líneas centrales azules más estrechas. El manto está bordeado por una fina línea blanca en el margen, otra más ancha naranja y otra fina, también blanca, hacia el interior, que recorren su perímetro. 
Para investigar el medio utilizan dos tentáculos situados en la cabeza, llamados rinoforos, y otros dos tentáculos, situados cerca de la boca, que les sirven para oler, detectar estímulos químicos y tocar. Carecen de órgano de la vista propiamente dicho, en su lugar tienen una pequeña esfera dentro del cuerpo situada detrás y en el centro de los rinoforos, que le sirve para detectar luz o sombras. En la parte posterior del dorso, tiene unos apéndices de apariencia plumosa que son las branquias que utiliza para respirar. En el centro de las branquias se sitúa la papilla anal. Todos estos apéndices son de color naranja translúcido.
Sus vívidos colores, como en otras especies animales, son un aviso al resto de habitantes del arrecife sobre la toxicidad de su dermis, convirtiéndose en una estrategia de defensa, o aposematismo. Son lentos de movimiento y cuando son tocados por un predador, se encogen y esconden los rinoforos.
Alcanza los 6 cm de longitud.
Su apariencia es similar a otras especies de nudibranquios del grupo "Chromodoris pijama", en especial a Chromodoris magnifica, de la que se diferencia en que el manto de ésta es más ovalado, menos alargado, y con un faldón más ancho.

## Alimentación
Es carnívoro y come principalmente esponjas. Frecuentemente de los órdenes Dictyoceratida y Dendroceratida, así como del género Negombata.

## Reproducción
Como todos los opistobránquios, son hermafroditas y producen tanto huevos como esperma. Las masas de huevos las depositan en espirales aplanadas. 
El conducto genital y la prominente abertura genital están situados cerca de la cabeza, en el lado derecho del cuerpo. Tras la fertilización producen larvas planctónicas, que cuentan con una concha para protegerse durante la fase larval, y que, al evolucionar a su forma definitiva la pierden. La larva deambula por la columna de agua hasta que encuentra una fuente de comida, normalmente esponjas, entonces se adhiere y evoluciona al animal adulto.

## Hábitat y distribución
Se distribuye en el Índico tropical, desde la costa este africana hasta las Seychelles, incluido el mar Rojo. También en el Mediterráneo.
Asociados a arrecifes, son bénticos y diurnos. Se localizan desde los 5 hasta los 40 m de profundidad.